# La foresta dei sogni (programma televisivo)
La foresta dei sogni (In the Night Garden...) è una serie televisiva per bambini dai 2 ai 4 anni, prodotto dalla Ragdoll Productions per la BBC. È stato creato e diretto da Andrew Davenport e da Anne Wood, gli stessi co-creatori dei Teletubbies.
La serie è stata annunciata nell'ottobre del 2005, tuttavia, è andata in onda la prima volta su CBeebies il 19 marzo 2007 ed è finito il 6 marzo 2009. Lo scopo del programma è offrire ai bambini momenti di relax e di svago. Per la produzione di 100 episodi la BBC ha stanziato un budget di 17 milioni di euro. In Italia, la serie è stata trasmessa dal 4 ottobre 2010 su Boomerang, dal 29 novembre 2010 su Boing e dal 22 agosto 2011 su Cartoonito.

## Trama
Nel programma vi sono numerosi personaggi, per lo più pupazzi antropomorfi animati, che si esibiscono in un'area collinare con prati e boschi disegnati al computer. I personaggi pronunciano per lo più frasi corte e ripetitive. La foresta dei sogni, ovvero i prati ed i boschi all'interno dei quali si svolgono gli episodi, sono soleggiati e rappresentati con colori vivaci. La voce narrante, nell'edizione inglese, è di Derek Jacobi, in italiano è di Gino La Monica.

## Personaggi
- Igglepiggle: È il pupazzo che compare all’inizio e al termine di ogni episodio sulla sua barca. È maschio. È blu e ha una copertina rossa. È l'unico personaggio della serie a non parlare e a dormire sulla sua barca invece che in un letto. Ha un sonaglio nella sua mano sinistra, un pulsante nella sua pancia e una campana nel suo piede sinistro. I suoi migliori amici sono Upsy Daisy, Makka Pakka e i Tombliboos. Quando è preoccupato si butta per terra. Porta sempre con sé la sua coperta rossa che usa anche come vela. È l’unico personaggio che non abita nella foresta dei sogni.

- Upsy Daisy: È un pupazzo che è la migliore amica di Igglepiggle. È femmina. Le piace andare a spasso per la foresta. Spesso bacia ed abbraccia gli altri personaggi, soprattutto Igglepiggle. In alcuni episodi la si vede dormire nel suo letto privato. Ha una gonna che diventa un tutù quando tira la cordicella. Quando è eccitata le si rizzano i capelli. Quando saluta il pubblico pronuncia la frase: "Pip Pip Onk Onk!

- Makka Pakka: È un pupazzo beige, basso e rotondo. È maschio. Ha tre protuberanze rotonde sulla sua testa, sulle sue orecchie e sul suo sedere che rappresentano le pietre che usa per costruire torri. Abita in una caverna, è avvicinata da un fossato con pareti di pietra in quanto la sua casa è semi interrata. Gli piace pulire oggetti. Gira nella foresta con uno scooter che ha: la sua spugna, il sapone, la sua tromba arancione e rossa e una sorta di mantice che Makka Pakka usa per asciugare i suoi oggetti dopo averli lavati. È il più basso dei personaggi. Dorme dentro e su un sacco a pelo di pietra dai colori vivaci, spesso con una pietra come orsacchiotto.

- I Tombliboos: Sono un trio di pupazzi composti da due maschi e una femmina che, rispettivamente, si chiamano Unn, Ooo e Eee. Dicono sempre i loro nomi in ordine. Richiamano, foneticamente, un neonato che potrebbe provare a contare fino a tre in inglese. Tutti e tre hanno vestiti a pois e a strisce (Unn è rosso e verde, Ooo marrone e rosa ed Eee rosa e gialla). Quest'ultima è la più giovane e bassa degli altri Tombliboos. I loro pantaloni (che scendono inaspettatamente) sono spesso mostrati su uno stendino fuori la loro casa, che si trova fra i rami di un cespuglio connessa con scivoli e scale. I Tombliboos tolgono i loro pantaloni dallo stendino prima di uscire. A loro piace suonare il pianoforte e la batteria, anche se non sono molto bravi e giocare con le costruzioni. A volte possono essere visti lavarsi i denti. Amano baciarsi ed abbracciarsi e dire i loro nomi. Spesso sono visti anche dormire in letti striati coordinati con i colori dei loro vestiti.

- I Pontipines (di colore rosso) e i Wottingers (di colore blu): sono dei pupazzetti di legno più simili alle persone. Sembrano animati in stop motion, ma in realtà sono grandi palle di legno su bastoncini che indossano cappotti di feltro che sono stati mossi da un burattinaio con un effetto strobo applicato in post-produzione per dare l'illusione di animazione in stop motion. Sono due famiglie vicine di casa e hanno entrambi 8 figli di cui 4 maschi e 4 femmine. Abitano ai piedi di un albero. I Wottingers sono visti quando ballano le loro danze. Hanno dei vestiti molto simili fra di loro e sono anche simili fra loro anche fisicamente, solo che i Pontipines che hanno un'uniforme rossa e i Wottingers blu e gli adulti di entrambe le famiglie indossano cappelli. Il signor Pontipine indossa dei grandi baffi finti che occasionalmente volano sul cappello della signora Pontipine (raramente sul suo naso se si baciano). Quest'ultima porta con se un binocolo sul collo per osservare i suoi figli quando si perdono o per avvertire loro se sta per arrivare qualcuno. I Pontipines entrano a casa dal camino o dalla porta. Non hanno piedi ma i loro passi sono comunque sentiti dai telespettatori. I Pontipines entrano nel Pinky Ponk attraverso una porta diversa dalle porte degli altri personaggi e siedono anche in una stanza diversa dagli altri. I Wottingers sono stati una volta nel Ninky Nonk ma mai sul Pinky Ponk. Entrambe le famiglie dormono in una stanza tutti insieme e i loro letti sono uno vicino all'altro e in file. Solo i Pontipines sono stati visti più volte e dormire.

- Gli Haahoos: sono dei giganteschi palloni gonfiabili colorati di varie forme e colori e con grandi occhi e sorrisi. Hanno la forma di: una X, una stella, un cerchio, una pera e un fiore. Si muovono dietro il gazebo lentamente nella foresta durante le danze dei personaggi. Quando vanno a dormire chiudono gli occhi e si sgonfiano lentamente. Sono muti.

- I Tittifers: sono degli uccelli tropicali con le loro uniche canzoni. Quando cantano emettono suoni di strumenti musicali rispettivamente: le tre upupe emettono il suono di un pianoforte, il tucano scanalato emette il suono di un sassofono, i quattro diamanti codalunga blu fanno una melodia di una chiarina e i due turachi guancebianche quella di una tromba. All'interno delle puntate la presenza di ciascun componente dei Tittifers rappresenta un intervallo tra una scena e l'altra (come la bimba-sole per i Teletubbies) mentre quando si riuniscono e cantano in coro la loro canzone, questo significa che l'episodio è finito e i vari personaggi vanno a dormire.

- Il Ninky Nonk: è un trenino composto da 5 vagoni diversi tra di loro in statura e di forma. Le sue dimensioni non sono euclidee: le riprese in esterno del Ninky Nonk mostrano un trenino a grandezza naturale piuttosto piccola rispetto ai personaggi principali e alla scenografia, mentre gli interni e gli esterni sono realizzati su set o con modelli a grandezza naturale in modo che i personaggi principali possano facilmente inserirsi all'interno. Quando si ferma o riparte, i passeggeri con le cinture di sicurezza sobbalzano bruscamente sui loro sedili e sono animati con la chiave cromatica. La corsa è spesso descritta come "irregolare" e "rimbalzante"; le campane e le luci verdi avvertono i cittadini se il Ninky Nonk è pronto per partire. Il suo motore è a forma di banana con una luce verde lampeggiante. Ha una carrozza sferoidale verde che è il vagone di Makka Pakka e dei Tombliboos. Il vagone dei Pontipines e dei Wottingers è più piccolo, stretto e alto mentre il vagone di Igglepiggle e di Upsy Daisy per quando viaggiano insieme è blu con le strisce magenta e alto. Quando Igglepiggle viaggia da solo il suo vagone è alto e rotondo. Tutti i vagoni hanno delle luci che lampeggiano quando il Ninky Nonk è fermo. Può guidare su e giù, capovolto e attraverso i rami degli alberi e può occasionalmente fermarsi su di loro. È controllato da un telecomando. Come gli altri personaggi anche il Ninky Nonk dorme.

- Il Pinky Ponk: è un dirigibile elettronico che trasporta i vari personaggi. È punteggiato da molte pinne che ondeggiano lentamente e diverse piccole eliche che possono girare velocemente più una grande elica nella parte posteriore che gira sempre molto dolcemente. I personaggi lo usano spesso per viaggiare e lì bevono il succo del Pinky Ponk in tazze sorseggianti. Ha molti colori. Se un personaggio si sente male anche il Pinky Ponk può sentirsi male. Come il Ninky Nonk, anche il Pinky Ponk non ha dimensioni euclidee: le riprese esterne sono riprese di modelli in chiave cromatica che mostrano un modello più piccolo dei personaggi principali, mentre quelle interne sono prodotte su un set in cui possono inserirsi. Ha due porte, una per i personaggi grandi e una piccola per i personaggi piccoli. Un tavolo ha tre posti a sedere per i Tombliboos, uno ha due posti a sedere per Igglepiggle e Upsy Daisy e un altro ha un posto a sedere per Makka Pakka. I Pontipines hanno un tavolo con dieci posti a sedere. Ha l'abitudine di colipire i tronchi degli alberi, suonando così la sirena che è anche un avviso ai passeggeri di allacciare la cintura e di sedersi. Quando il Pinky Ponk si scaglia contro qualcosa, i suoi tavoli, passeggeri e sedie sbattono da un lato all'altro. Anch'esso è controllato da un telecomando. Alla fine di ogni episodio va a dormire come gli altri personaggi.

- Il Ponte: è un ponte sonoro con delle luci che fanno la musica quando i personaggi li toccano.

- Il Gazebo: è una giostrina composta da cinque colonne sottili che si alzano e si abbassano ruotando su se stesse e il tetto girevole composto da finestrelle gialle e celesti. Al di sopra c'è un'antenna di forma sferica che s'illumina a volte emettendo un suono simile a quello di un campanello. Al di sotto del tetto ci sono delle icone che raffigurano ciascun personaggio della foresta e hanno la funzione di indicare ai protagonisti quello che devono fare. Quando è l'ora di andare a dormire, dopo che i Tittifers hanno cantato assieme la loro canzone, il Gazebo comincia a girare e dal tetto fuoriescono dei faretti colorati che proiettano immagini riassuntive della puntata svolta (definite dal narratore come storia della buonanotte). Alla fine, quando tutti i personaggi dormono e si fa buio, l'antenna del Gazebo si illumina di turchese e diventa una stella. La sua presenza è imparentata con la Girandola Magica dei Teletubbies.

## Episodi
Prima Stagione
| nº | Titolo originale                                       | Titolo italiano                                 | Prima TV Regno Unito | Prima TV Italia  |
| -- | ------------------------------------------------------ | ----------------------------------------------- | -------------------- | ---------------- |
| 1  | Makka Pakka Washes Faces                               | Makka Pakka lava il faccino a tutti             | 19 marzo 2007        | 4 ottobre 2010   |
| 2  | The Tombliboos’ Waving Game                            | I Tomboliboo fanno il gioco del saluto          | 20 marzo 2007        | 5 ottobre 2010   |
| 3  | Everybody All Aboard the Ninky Nonk                    | Tutti a bordo del Ninky Nonk                    | 21 marzo 2007        | 6 ottobre 2010   |
| 4  | The Prettiest Flower                                   | Il fiore più bello                              | 22 marzo 2007        | 7 ottobre 2010   |
| 5  | Makka Pakka's Trumpet Makes a Funny Noise              | La tromba di Makka Pakka fa uno strano suono    | 23 marzo 2007        | 8 ottobre 2010   |
| 6  | The Pontipines in Upsy Daisy's Bed                     |                                                 | 26 marzo 2007        | 11 ottobre 2010  |
| 7  | Who's Next on the Pinky Ponk                           |                                                 | 27 marzo 2007        | 12 ottobre 2010  |
| 8  | Igglepiggle's Blanket in Makka Pakka's Ditch           | Makka Pakka ritrova la copertina di Igglepiggle | 28 marzo 2007        | 13 ottobre 2010  |
| 9  | The Ninky Nonk Wants a Kiss                            | Il Ninky Nonk vuole un bacio                    | 29 marzo 2007        | 14 ottobre 2010  |
| 10 | Too Loud Tombliboos! Nice and Quiet                    | Tombliboos troppo forti! Bello e tranquillo     | 30 marzo 2007        | 15 ottobre 2010  |
| 11 | Makka Pakka Gets Lost                                  | Makka Pakka si è perso                          | 3 aprile 2007        | 18 ottobre 2010  |
| 12 | Jumping for Everybody                                  | Tutti quanti saltano                            | 1⁰ luglio 2007       | 19 ottobre 2010  |
| 13 | Hiding in the Flowerpots                               |                                                 | 4 aprile 2007        | 20 ottobre 2010  |
| 14 | The Pinky Ponk Adventure                               | L'avventura del Pinky Ponk                      | 23 dicembre 2007     | 21 ottobre 2010  |
| 15 | The Tombliboos' Tower of Five                          |                                                 | 4 luglio 2007        | 22 ottobre 2010  |
| 16 | Igglepiggle's Mucky Patch                              |                                                 | 2 luglio 2007        | 25 ottobre 2010  |
| 17 | Funny Noise Coming From the Pinky Ponk                 |                                                 | 12 giugno 2007       | 26 ottobre 2010  |
| 18 | Quiet Please Tombliboos, Upsy Daisy Wants to Sing!     |                                                 | 18 giugno 2007       | 27 ottobre 2010  |
| 19 | The Tombliboos Clean Their Teeth                       | I Tombliboos si puliscono i denti               | 5 luglio 2007        | 28 ottobre 2010  |
| 20 | Igglepiggle's Blanket Walks About by Itself!           | La copertina di Igglepiggle cammina da sola     | 6 luglio 2007        | 29 ottobre 2010  |
| 21 | The Pontipine Children in the Tombliboos' Trousers     |                                                 | 9 luglio 2007        | 1⁰ novembre 2010 |
| 22 | Upsy Daisy's Big Loud Sing Song                        |                                                 | 10 luglio 2007       | 2 novembre 2010  |
| 23 | Playing Hiding with Makka Pakka                        |                                                 | 11 luglio 2007       | 3 novembre 2010  |
| 24 | The Ball                                               |                                                 | 12 luglio 2007       | 4 novembre 2010  |
| 25 | Where is the Pinky Ponk Going?                         |                                                 | 13 luglio 2007       | 5 novembre 2010  |
| 26 | Igglepiggle Looks For Upsy Daisy and Follows Her Bed   |                                                 | 16 luglio 2007       | 8 novembre 2010  |
| 27 | Wave to the Wottingers                                 |                                                 | 17 luglio 2007       | 9 novembre 2010  |
| 28 | Runaway Og-Pog                                         | L'Og-pog se ne va                               | 27 giugno 2007       | 10 novembre 2010 |
| 29 | Upsy Daisy, Igglepiggle, the Bed & the Ball            |                                                 | 27 agosto 2007       | 11 novembre 2010 |
| 30 | Tombliboo Ooo Drinks Everyone Else’s Pinky Ponk Juice! |                                                 | 10 ottobre 2007      | 12 novembre 2010 |
| 31 | Looking for Each Other                                 |                                                 | 15 ottobre 2007      | 15 novembre 2010 |
| 32 | High and Low                                           |                                                 | 14 ottobre 2008      | 16 novembre 2010 |
| 33 | The Tombliboos Have a Very Busy Day                    |                                                 | 17 ottobre 2007      | 17 novembre 2010 |
| 34 | The Pontipines on the Ninky Nonk                       |                                                 | 5 aprile 2007        | 18 novembre 2010 |
| 35 | The Pontipines Find Igglepiggle's Blanket              |                                                 | 9 ottobre 2007       | 19 novembre 2010 |
| 36 | Igglepiggle's Accident                                 |                                                 | 15 ottobre 2010      | 22 novembre 2010 |
| 37 | Upsy Daisy Kisses Everything                           |                                                 | 16 ottobre 2010      | 23 novembre 2010 |
| 38 | Following                                              |                                                 | 17 ottobre 2007      | 24 novembre 2010 |
| 39 | Makka Pakka and the Ball!                              |                                                 | 18 ottobre 2007      | 25 novembre 2010 |
| 40 | The Tombliboos Build an Arch                           |                                                 | 19 ottobre 2007      | 26 novembre 2010 |

## Struttura del programma
Ogni episodio comincia con una voce di una mamma che intona una ninna nanna mentre accarezza la mano di un bambino diverso in ogni episodio. È notte e Igglepiggle toglie la copertina rossa che usa come vela, poi appende una lanterna all'asta della sua barchetta e si mette a dormire coprendosi con la copertina, mentre naviga verso il giardino dei sogni (questa tecnica è passo uno). Il cielo è stellato e le stelle sbocciano e diventano fiori. La sequenza animata prosegue nella foresta dei sogni, dove il trenino Ninky Nonk sbuca da un cespuglio e corre nel prato o il Pinky Ponk vola in alto nel cielo, dopodiché hanno inizio le varie sequenze animate. Ogni episodio si chiude con Igglepiggle che va pian piano verso il fondo del mare, mentre scorrono i titoli di coda.